# Луи II дьо Конде
Луи II дьо Бурбон, принц Дьо Конде (на френски: Louis II de Bourbon, prince de Condé; * 8 септември 1621, Париж, Кралство Франция; 11 декември 1686, Фонтенбло, Франция) е френски маршал, който участва в Тридесетгодишната (1618 – 1648), Френско-испанската (1635 – 1659) и Холандската война (1672 – 1678) и в гражданската война във Франция от 1649 до 1653, наречена Фронда.

## Произход и младост
Луи II дьо Конде е представител на рода Конде, който произлиза от кралския род на Бурбоните. Той е втори братовчед на крал Луи XIII и син на Анри II дьо Конде.
До 1646 г. носи титлата херцог Д'Енгиен. Образован е в Кралската академия в Париж по йезуитски маниер, израства като арогантен младеж, заслепен от кралската си кръв и напълно презиращ благородниците с по-ниско потекло. На 17 години е назначен за губернатор на Бургундия и именно като такъв привлича вниманието на Ришельо и Луи XIII, които виждат големите му пълководски възможности. Скоро той потвърждава това мнение, когато на възраст 22 години като командващ армията в Нидерландия разгромява испанците край Рокроа (19 май 1643 г.) – бляскаво постижение, което му носи прозвището Великия Конде, обезсмъртява името му и му придава авторитет на непобедим военачалник.

## Военна кариера

### 1643 – 1648
От 1643 до 1646 г. Конде воюва срещу Бавария, заедно с маршал Тюрен, като ролята му се заключава в това да му води подкрепления и да осигурява комуникациите му. Освен това след завладяването на Рейнланд той остава там, за да го контролира и се отнася с местното население крайно толерантно, с което учудва и приятно впечатлява съвременниците си. „В този миг името на херцог д'Енгиен затъмнява всички останали имена“, пише по-късно Волтер.
Отново се връща в Нидерландия, където за два месеца успява да превземе важната крепост Дюнкерк (1646) и да постави под въпрос испанското присъствие в областта. Известен, авторитетен и надменен, след този успех Конде става опасен за правителството, оглавявано от кардинал Мазарини, фаворит на регентката майка на Луи XIV Анна Австрийска. Той вижда в Мазарини буржоазно парвеню, което не заслужава властта, която има. Кардиналът го изпраща в Каталония, която е признала френския сюзеренитет и там Конде не успява с обсадата на Лерида. Той смята, че това е направено с цел да се прекъснат успехите му в Нидерландия, всъщност Мазарини се е надявал, че ако тази крепост падне, Испания ще бъде принудена да моли за мир. Все пак кардиналът внимателно се възползва от наранения престиж на Конде, защото вече се чувства силно заплашен от него. През 1648 г. той го връща в Нидерландия, където принцът незабавно печели нова блестяща победа – при Ланс на 20 август и до голяма степен възстановява както авторитета, така и самочувствието си.

### Фронда (1648 – 1653)
Началото на Фрондата е поставено, когато в Париж започват бунтове срещу претенциите за разширяване на кралската власт, оглавени от Парижкия парламент. Кралското семейство и Мазарини напускат столицата. Много благородници се присъединяват към въстанието с цел да възстановят отнетите им от Ришельо свободи – между тях и по-малкият брат на Конде. Отчасти поради враждебното си отношение към него принцът решава да остане лоялен на кралското семейство и обсажда Париж, като принуждава Парламента да се предаде и да възстанови властта на Мазарини. Кардиналът обаче пренебрегва заслугите му и възмутеният Конде влиза в таен съюз с доскорошните си врагове. През януари 1650 г. той е разкрит и арестуван от Мазарини. Последвалата амнистия слага край на затворничеството му (1651) и той вдига бунт срещу краля и неговия министър. Кралското семейство отново бяга, а този път Конде е най-видният сред въстаниците. „Той можел да управлява държавата, стига само да пожелаел...“, коментира Волтер. Той сключва съюз с Испания, но в битката срещу Тюрен пред стените на Париж едва не бива заловен и се спасява само защото гражданите неочаквано отварят зад гърба му градските порти.
През 1652 г. Конде е принуден да избяга при испанците и те с готовност го назначават за техен генерал, така че в продължение на 7 години Конде се бие срещу своята родина (според собственото му обяснение – срещу Мазарини). Истината е, че той не е блестящ на испанска служба и по време на битката при Валансиен през 1656 г. испанците има защо да го подозират в нелоялност, както и в прочутата Битка при дюните (1658), където командва испанската армия. С това негово поражение Испания окончателно губи войната. Сключеният Пиренейски договор предвижда той да се върне във Франция при пълно гарантиране на имотите и свободата му (1659).

### Холандската война (1672 – 1678)
Въпреки тази клауза, пълното опрощение, което Конде получава от Луи XIV остава странно. Също така странно е, че в следващите войни Конде и Тюрен отново воюват като приятели и колеги, както по-рано.
В началото на Холандската война през 1672 г. Конде командва френската армия при прочутото „пресичане на Рейн“, което влиза в тогавашните военни учебници като блестяща операция. На 12 юни същата година е ранен край Арнем и временно напуска войната. През 1674 г. отново е начело на армиите в Нидерландия, като печели трудната, но важна победа при Сенефе на 11 август. В тази битка, страдащ от подагра, той едва не е убит, изгубвайки три коня под себе си – храброст, която респектира враговете му.
През август 1675 г., след смъртта на Тюрен, Конде е изпратен да го замести в Елзас, където умело проваля плановете на имперската армия да мине през реката и да напредне към Париж. Това е последната му кампания, тъй като болестта го принуждава да се върне в имението си. Умира на 11 декември 1686 г.